# Sweet Home -俺と世界の絶望-
『Sweet Home -俺と世界の絶望-』（スウィートホーム おれとせかいのぜつぼう、原題：스위트홈）は、韓国の配信ドラマである。原作はキム・カンビによる韓国の同名ウェブ漫画。
2020年12月18日より、ビデオオンデマンドサービスのNetflixにて全10話が一挙配信された。
シーズン2は2023年12月に配信が開始された（全8話）。シーズン3は2024年7月に配信開始された（全8話）。

## あらすじ
いじめで引きこもりとなった少年チャ・ヒョンスは、家族を交通事故で亡くして、廃墟のような巨大なマンション「グリーンホーム」の1410号室に引っ越ししてきた。残り少ない遺産を受け取り、人生に絶望しているヒョンスは自殺することを考えていた。
しかし、そのマンションには「奇妙な住人たち」が住んでおり、次第に奇妙な出来事が起こっていく。やがて、ゾンビのような怪物たちがマンションに侵入して、住人の一人を殺害。亡くなった住人も、ゾンビとして復活する。

## 登場人物

### 主要人物
チャ・ヒョンス
演 - ソン・ガン、日本語吹替 - 岩中睦樹
本作の主人公。交通事故によって家族を亡くしており、学校では校内暴力に巻き込まれて引きこもりになった。主な使用武器は電気が通る槍。
ユン・ジス
演 - パク・ギュヨン、日本語吹替 - 青山玲菜
ピョン・サンウク
演 - イ・ジヌク、日本語吹替 - 遠藤大智

### 周辺人物
パク・ユリ
演 - コ・ユンジョン、日本語吹替 - 宇田川紫衣那
イ・ウニョク
演 - イ・ドヒョン、日本語吹替 - 近松孝丞
医大生。ウニュの兄。
イ・ウニュ
演 - コ・ミンシ、日本語吹替 - 杉山里穂
舞踊を専攻する高校生。ウニョクの妹。
アン・キルソプ
演 - キム・ガプス
チョン・ジェホン
演 - キム・ナムヒ、日本語吹替 - 川島得愛
熱心なキリスト教徒。主な使用武器は刀。
ソ・イギョン
演 - イ・シヨン、日本語吹替 - 石田嘉代
ハン・ドゥシク
演 - キム・サンホ
キム・ソクヒョン
演 - ウ・ヒョン
ソン・ヘイン
演 - キム・グキ、日本語吹替 - 樋口あかり
チャ・ジノク
演 - キム・ヒジョン、日本語吹替 - 園崎未恵
アン・ソニョン
演 - キム・ヒョン
キム・ジウン
演 - チョン・ハダム
キム・スヨン
演 - ホ・ユル、日本語吹替 - 多田このみ
キム・ヨンス
演 - チェ・ゴ、日本語吹替 - 陸田由貴
チェ・ユン
演 - コ・ゴナン
イム・ミョンスク
演 - イ・ボンリョン、日本語吹替 - 宮本茉奈
イ・スウン
演 - アン・ドング
ノ・ビョンイル
演 - イム・スヒョン、日本語吹替 - 丸山智行
カン・スンワン
演 - ウ・ジョングク
リュ・ジェファン
演 - イ・ジュヌ、日本語吹替 - 田島章寛
パク・ミンジュ
演 -　パク・チンス
ハン・ユジン
演 - キム・ジウン、日本語吹替 - 宮本茉奈
1411号室の女性
演 - パク・アイン
警備員
演 - シン・ムンソン
シン・ジュンソプ
演 - ホ・ジュンソク
チョン・イミョン
演 - キム・ソンチョル